# Town Line
Town Line es un lugar designado por el censo ubicado en el condado de Erie en el estado estadounidense de Nueva York. En el año 2000 tenía una población de 2,521 habitantes y una densidad poblacional de 210 personas por km².

## Geografía
Town Line se encuentra ubicado en las coordenadas 42°53′6″N 78°33′30″O / 42.88500, -78.55833.

## Demografía
Según la Oficina del Censo en 2000 los ingresos medios por hogar en la localidad eran de $51,548, y los ingresos medios por familia eran $57,054. Los hombres tenían unos ingresos medios de $36,589 frente a los $30,000 para las mujeres. La renta per cápita para la localidad era de $21,957. Alrededor del 3.8% de la población estaban por debajo del umbral de pobreza.